# Palazzo della Ragione (Milan)
Pour les articles homonymes, voir Broletto.
Le Palazzo della Ragione (littéralement « Palais de la Raison » est un bâtiment historique de la ville de Milan, en Italie, situé sur la Piazza Mercanti, situé en face de la Loggia degli Osii. Il a été construit au XIIIe siècle, et remplissait autrefois les fonctions de broletto (en d'autres termes, de bâtiment administratif) et de siège de la justice. S'agissant du deuxième broletto construit à Milan, il est également connu sous le nom de Broletto Nuovo (le « nouveau broletto »).
Le monument est décoré d'une sculpture représentant Oldrado da Tresseno (podestat de Milan et opposant zélé aux Cathares) et d'un bas-relief figurant le Scrofa semilanuta, et ayant fait l'objet de nombreuses controverses quant à la fondation et aux origines de la ville de Milan.

## Histoire
Le bâtiment a été construit de 1228 à 1233 pour le podestat Oldrado da Tresseno, et a occupé une place centrale dans l'administration et la vie publique de la cité jusqu'à la fin du XVIIIe siècle. En 1773, sous le règne de l'impératrice Marie-Thérèse d'Autriche, il fut restauré et agrandi afin d'abriter les archives officielles. Des modifications furent faites dans la structure du bâtiment par l'architecte Francesco Croce, qui y ajouta un nouvel étage éclairé par de larges ouvertures circulaires, et en remania l'apparence en s'inspirant de la mouvance néoclassique de l'époque.
D'autres modifications majeures furent apportées en 1854 par l'architecte Enrico Terzaghi, dont la fermeture du hall ajouré du rez-de-chaussée par des panneaux vitrés, qui ne furent retirés qu'entre 1905 et 1907.
De 1866 à 1870, le monument abrita le siège de la Banca Popolare di Milano, une des grandes banques milanaises, puis redevint le siège des archives officielles jusqu'en 1970. En 1978, une nouvelle restauration fut entreprise, par Marco Dezzi Bardeschi, qui s'opposa à toute modification de structure, dont la suppression proposée de l'étage ajouté par Croce.
Il est à noter que le Palazzo della Ragione eut une influence architecturale sur un autre bâtiment célèbre de la région de Milan : l'Arengario de Monza.